# Clipper (accendino)

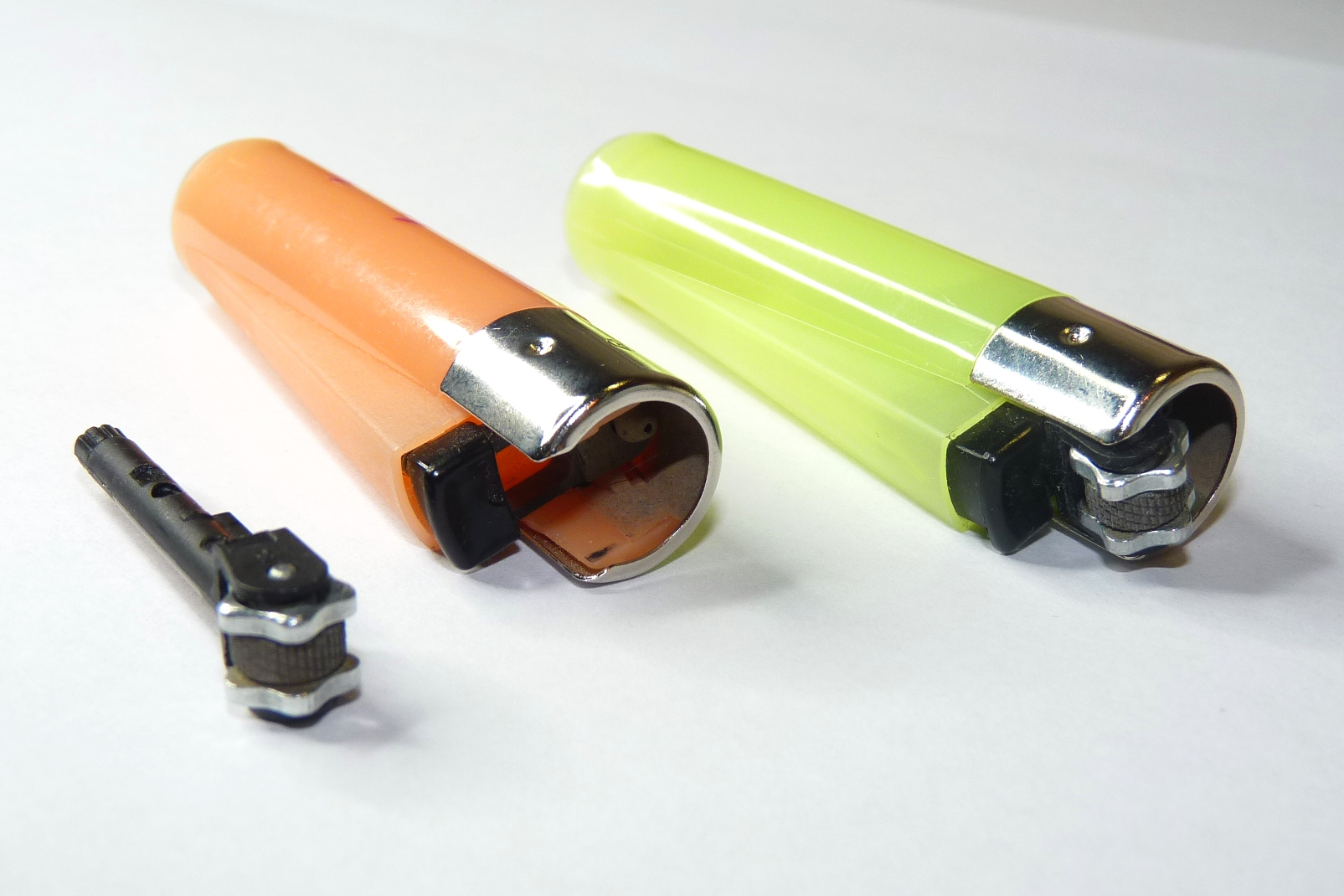
Accendini Clipper; sulla sinistra, il tool a pietrina che è stato rimosso dall'accendino di colore arancio

Clipper è il nome di un accendino ricaricabile a butano, progettato da Enric Sardà e prodotto dall'azienda spagnola Flamagas S.A. dal 1959.

## Descrizione
La tipologia di accendini sono per la maggior parte realizzati a Barcellona (Spagna), mentre altri sono prodotti a Chennai (India) e a Shanghai (Cina). Clipper possiede una vasta gamma di accendini, ricariche di gas e altri accessori. Il primo accendino Clipper è stato realizzato nel 1972, e ora ne vengono prodotti circa 450 milioni di pezzi l’anno. È la seconda produzione di accendini più grande al mondo (dopo Bic).